# ヨーナス・コッコネン
ヨーナス・コッコネン（Joonas Kokkonen ( pronunciation) 1921年11月13日 - 1996年10月2日）は、フィンランドの作曲家。彼はシベリウスの後、20世紀の最も国際的に有名なフィンランド人作曲家の1人である。彼のオペラ「最後の誘惑 Viimeiset kiusaukset」は世界中で500回以上上演され、フィンランドの最も著名な国民的オペラであると見なされている。

## 生涯
コッコネンはフィンランドのイーサルミで生まれ、後にヤルヴェンパーに移りアルヴァ・アールトが1969年に完成させた〈コッコネン邸〉として知られる自宅で暮らした。第二次世界大戦中はフィンランド軍に従軍し、大きな功績をあげた。彼はヘルシンキ大学、その後シベリウス音楽院で学び、音楽院では教鞭を執ることになる。そこでの生徒にはアウリス・サッリネンがいる。作曲家としての活動に加え、彼はフィンランド音楽家協会、コンサートセンター評議会、他の議長や取りまとめと通じ、フィンランド文化に大きな影響を与えた。彼は常に音楽教育水準の向上、並びにフィンランド音楽、クラシック音楽の地位向上と受容の拡大を目標としていた。1960年代と1970年代の初頭には、彼の作品は数々の賞を獲得した。彼はウーノ・クラミの死に伴い、名誉あるフィンランド科学・文学アカデミーの会員となっている。妻の死後は酒をあおるようになり、彼の作曲活動は極端に鈍るようになった。彼は長く交響曲第5番の構想を温めていたものの、それは彼の死とともに葬られることになってしまった。
彼の命日に関しては様々な報告がある。「グローヴ新音楽辞典」や多くのインターネット上の情報源では1996年の10月1日となっており、フィンランド音楽センターを含むたのインターネット上の情報では1996年10月2日、「グローヴ新オペラ辞典」では1996年10月20日となっている。彼の伝記作家のペッカ・ハコ（Pekka Hako）は、彼は10月2日の早朝に息を引き取ったとしている。

## 作品と影響
コッコネンはシベリウスアカデミーで学びはしたものの、作曲に関しては主に独学であった。一般に、彼の作曲様式は3つの時期に区分される。新古典主義をとった1948年から1958年の初期、十二音技法を用いた1959年から1966年の比較的短い中期、そして1967年から彼の死に至るまで続いた、自由な調性とそれまでに用いた技法の一部を取り入れた新ロマン主義の後期である。
彼の初期作品の大半は室内楽であり、ピアノ三重奏曲やピアノ五重奏曲がある。作曲様式は対位法的であり、バルトークの影響が見られるが、ルネサンス音楽やバロック音楽も同様に模範としている。中期には彼が完成した四つの交響曲の最初の二曲が書かれている。十二音技法を用いていながらも三度やオクターブをときおり使用することで、正統な流派とは距離を置いている。彼は同じ音色で隣り合う音を鳴らす旋律的な音の配置を好んで用いており、他の多くの十二音技法の作曲家が連なる音の配置を異なる楽器に与えることで旋律的用を排したのと対照的である。
後期に作曲した作品により、コッコネンは国際的に有名になった。最期の2つの交響曲、12の独奏弦楽器のための「鏡の向こうへ・・・ ...durch einen Spiegel」、レクイエム、フィンランドの信仰復興論伝道者パーヴォ・ルオトサライネンの生涯と死を題材としたオペラ「最後の誘惑 Viimeiset kiusaukset」（1975年）である。オペラはバッハにまで遡るコラールで何度も中断される。これはティペットがオラトリオ「我らが時代の子」で同じ目的のためにアフリカ系アメリカ人の霊歌を用いたことの追憶でもある。このオペラは1983年にニューヨークのメトロポリタン歌劇場で上演された。

## 作品一覧

### 管弦楽曲
- 弦楽オーケストラのための音楽 (1957)
- 交響曲第1番 (1960)
- 交響曲第2番 (1960-61)
- Opus Sonorum (1964)
- 交響曲第3番 (1967)
- 交響的素描 Symphonic Sketches (1968)
- 交響曲第4番 (1971)
- 開式 Inauguratio (1971)
- 「鏡の向こうへ・・・」"...durch einem Spiegel" (1977)
- Il passagio (1987)
- 交響曲第5番 （未完成） (1982-96?)

### 協奏曲
- チェロ協奏曲 (1969)

### 室内楽曲
- ピアノ三重奏曲 (1948)
- ピアノ五重奏曲 (1951-53)
- ヴァイオリンとピアノのための二重奏曲 (1955)
- 弦楽四重奏曲第1番 (1959)
- 室内交響曲 (1961-62)
- 弦楽四重奏曲第2番 (1966)
- 管楽四重奏曲 (1973)
- チェロソナタ (1975-76)
- 弦楽四重奏曲第3番 (1976)
- ヴァイオリンとピアノのための即興曲 （Improvisazione） (1982)

### ピアノ曲
- 即興曲 (1938)
- Pielavesi Suite for piano (1939)
- 2つの小前奏曲 (1943)
- ソナチナ (1953)
- レリジオーソ (1956)
- バガテル集 (1969)

### オルガン曲
- Lux aeterna for organ (1974)
- Haasoitto for organ
- Luxta Crucem for organ
- Surusoitto (Funeral Music) for organ

### 声楽曲
- Three Songs to Poems by Einari Vuorela (1947)
- Illat Song Cycle (1955)
- Three Children's Christmas Songs (1956-58)
- Hades of the Birds Song Cycle for Soprano & Orchestra (1959)
- Two Monologues from "The Last Temptations" for bass & orchestra (1975)

### 合唱曲
- Missa a capella (1963)
- Laudatio Domini (1966)
- Erekhteion, academic cantata (1970)
- Ukko-Paavon Virsi for chorus (1978)
- レクイエム (1979-81)
- "With his fingers Vainamoinen played" for male chorus (1985)

### オペラ
- 最後の誘惑 (1972-1975)

## 関連文献
- Arni, Erkki: "Joonas Kokkonen", Grove Music Online. Ed. L. Macy. (Accessed February 27, 2005.) (subscription access)
- The Last Temptations: opera by Joonas Kokkonen. Translated by Keith Bosley. 1977.
- Hako, Pekka: Voiko varjo olla kirkas: Joonas Kokkosen elämä. [A biography of Joonas Kokkonen.] Ajatus Kirjat, Helsinki 2001. ISBN 951-566-059-9
- Jurkowski, Edward: The Music of Joonas Kokkonen. Ashgate Publishing Co., Burlington (VT) 2004.